# 葛飾区立高砂けやき学園
葛飾区立高砂けやき学園（かつしかくりつ たかさごけやきがくえん）は、東京都葛飾区高砂にある公立の小中一貫校。

## 概要
- 葛飾区は、小学校と中学校が隣接した5か所について小中一貫教育校として開校を目指し、このうち、高砂小学校と高砂中学校について平成21年度に小中一貫教育モデル校に指定。葛飾区内2番目の小中一貫教育校として平成24年4月に開校した[3]。
- なお、本校は、「4・3・2」[4]制を採る。

## 沿革
- 2012年（平成24年）4月1日 - 高砂小学校と高砂中学校を統合し、開校。
- 2021年（令和3年）1月1日 - 校舎改修工事開始[5]。
- 2023年（令和5年）
  - 2月28日 - 校舎改築工事終了[6][5]。
  - 3月13日 - プール他工事竣工[7]。
  - 4月 - 新校舎での学校運営開始。同時に既存校舎・仮設校舎と学童保育クラブの解体工事開始[6]。
  - 9月 - 既存校舎・仮設校舎と学童保育クラブの解体工事終了[6]。
  - 10月 - 既存中学校体育館改修工事終了。校庭整備開始[6]。
- 2024年（令和6年）
  - 3月 - 校庭整備終了[6]。
  - 5月 - 新校舎竣工[6]。

## 通学区域

### 高砂小学校
出典
- 鎌倉2丁目（1番～27番）
- 高砂2丁目（1番～40番）
- 高砂3丁目（1番～32番）
- 高砂4丁目（1番～6番）

### 高砂中学校
出典
- 高砂小学校の通学区域全域
- 細田3丁目（9番～38番(23番～29番を除く)）
- 細田4丁目（4番～39番(21番～27番を除く)）

## 学校周辺
- 葛飾区高砂区民事務所・高砂地区センター
- 葛飾区立高砂南児童遊園
- セブンイレブン葛飾高砂3丁目店
- 葛飾区立細田4丁目児童遊園
- 宗念寺

## 交通アクセス
- 京成電鉄本線京成高砂駅から、徒歩9分。